# High Springs
High Springs ist eine Stadt im Alachua County im US-Bundesstaat Florida. Das U.S. Census Bureau hat bei der Volkszählung 2020 eine Einwohnerzahl von 6.215 ermittelt. 

## Geographie
High Springs liegt am Santa Fe River, einem östlichen Zufluss des Suwannee River, der etwa 100 km südwestlich in den Golf von Mexiko mündet. Die Stadt grenzt im Osten an Alachua, liegt rund 30 km nordwestlich von Gainesville sowie etwa 110 km südwestlich von Jacksonville.

## Geschichte
1881 wurde durch die Live Oak and Rowland’s Bluff Railroad eine Bahnstrecke von Live Oak über High Springs nach Gainesville eröffnet, die 1884 in das Plant System überging.

## Religionen
In High Springs gibt es derzeit 28 verschiedene Kirchen aus 11 unterschiedlichen Konfessionen. Unter den zu einer Konfession gehörenden Kirchen ist die Baptistengemeinde mit 6 Kirchen am stärksten vertreten. Es gibt 7 zu keiner Konfession gehörende Kirchen (Stand: 2004).

## Demographische Daten
Laut der Volkszählung 2010 verteilten sich die damaligen 5350 Einwohner auf 2361 Haushalte. Die Bevölkerungsdichte lag bei 111,9 Einw./km². 82,2 % der Bevölkerung bezeichneten sich als Weiße, 13,8 % als Afroamerikaner, 0,5 % als Indianer und 0,7 % als Asian Americans. 1,1 % gaben die Angehörigkeit zu einer anderen Ethnie und 1,8 % zu mehreren Ethnien an. 6,6 % der Bevölkerung bestand aus Hispanics oder Latinos.
Im Jahr 2010 lebten in 34,2 % aller Haushalte Kinder unter 18 Jahren sowie 27,2 % aller Haushalte Personen mit mindestens 65 Jahren. 71,3 % der Haushalte waren Familienhaushalte (bestehend aus verheirateten Paaren mit oder ohne Nachkommen bzw. einem Elternteil mit Nachkomme). Die durchschnittliche Größe eines Haushalts lag bei 2,52 Personen und die durchschnittliche Familiengröße bei 2,97 Personen.
26,0 % der Bevölkerung waren jünger als 20 Jahre, 24,1 % waren 20 bis 39 Jahre alt, 29,0 % waren 40 bis 59 Jahre alt und 21,0 % waren mindestens 60 Jahre alt. Das mittlere Alter betrug 40 Jahre. 48,4 % der Bevölkerung waren männlich und 51,6 % weiblich.
Das durchschnittliche Jahreseinkommen lag bei 56.628 $, dabei lebten 16,5 % der Bevölkerung unter der Armutsgrenze.
Im Jahr 2000 war Englisch die Muttersprache von 96,35 % der Bevölkerung und spanisch sprachen 3,65 %.

## Sehenswürdigkeiten
Etwa sechs Kilometer nordwestlich  von High Springs liegen die Ginnie Springs. Diese Quellen gelten als einer der besten Süßwasser-Höhlen-Tauchplatz der USA. Sie sind so einfach zu betauchen, dass selbst unerfahrene Taucher hier das Höhlentauchen erleben können.
Am 31. Oktober 1991 wurde das High Springs Historic District in das National Register of Historic Places eingetragen.

## Verkehr
High Springs wird von den U.S. Highways 27, 41 und 441 (SR 25) sowie der Florida State Road 20 durchquert. Außerdem führt die Interstate 75 im Osten an der Stadt vorbei. Der nächste Flughafen ist der Gainesville Regional Airport (rund 35 km südöstlich).

## Kriminalität
Die Kriminalitätsrate lag im Jahr 2010 mit 275 Punkten (US-Durchschnitt: 266 Punkte) im durchschnittlichen Bereich. Es gab zwei Vergewaltigungen, zwei Raubüberfälle, 19 Körperverletzungen, 37 Einbrüche, 91 Diebstähle, fünf Autodiebstähle und zwei Brandstiftungen.